# ديفيد بريت
ديفيد بريت (بالفرنسية: David Bret)‏ هو صحفي وكاتب فرنسي، ولد في 8 نوفمبر 1954 في باريس في فرنسا.

## وصلات خارجية
- الموقع الرسمي